# Неофит Веглерис
Неофит (на гръцки: Νεόφυτος, Неофитос) е гръцки духовник, митрополит на Цариградската патриаршия.

## Биография
Роден е с фамилията Веглерис (Βεγλερής) или Псарудис в Йеникьой на Босфора. Служи като велик архидякон при Вселенската патриаршия. На 22 ноември 1835 година е избран за  филипийски и драмски митрополит в Алистрати. Неофит е протеже на митрополит Григорий Серски, и когато Григорий е избран за вселенски патриарх в 1835 година, Неофит управлява и Сярската епархия до 1838 година. В юни 1842 година е преместен като митрополит на Деркоската епархия и взима със себе си като архидякон Прокопий, бъдещ мелнишки митрополит и като протосингел серчанина Мелетий Спандонидис, бъдещ рашко-призренски митрополит. Остава на поста до смъртта си в Цариград на 15 март 1853 година. Погребан е на следващия ден в Терапия.